# 빌리루빈 다이글루쿠로나이드
빌리루빈 다이글루쿠로나이드(영어: bilirubin diglucuronide)는 빌리루빈의 분해 대사 과정에서 형성되는 대사 중간생성물로 빌리루빈의 콘쥬게이트된 형태이다. 빌리루빈 다이글루쿠로나이드는 친수성으로 인해 물에 녹는다. 빌리루빈 다이글루쿠로나이드는 MRP2(multidrug resistance-associated protein 2) 운반체에 의해 간세포의 세관막을 통해 쓸개즙으로 능동수송된다.

## 같이 보기
- 빌리루빈
- 빌리루빈 글루쿠로나이드